# David Degen
David Degen (Liestal, 15 de Fevereiro de 1983) é um futebolista suiço. Atualmente joga pelo Basel.
David tem um irmão gêmeo, chamado Philipp Degen. Atuaram juntos na Copa do Mundo de 2006.